# Can Bauler de Dalt
Can Bauler de Dalt de Llagostera és un casal de planta quadrada que forma part de l'Inventari del Patrimoni Arquitectònic de Catalunya.
Segueix el tipus clàssic del casal urbà amb les dependències a l'entorn de l'escala, que comunica també amb el terrat mitjançant una torre. Destaquem del conjunt una galeria amb vitralls, molt lligada formalment a les galeries de l'Eixample barcelonina, amb pilars de ferro colat. El jardí presenta una balustrada neoclàssica de pedra artificial, amb decoracions de tarra-cuita al portal d'accés de temàtica floral i al·legories a la indústria i al treball. La balustrada del terrat és de terra-cuita o es pot veure l'espadanya de la capella privada interior. A final del segle xix la burgesia menestral de la regió es va enriquir i va construir diferents casals a Llagostera. L'edifici principal fou construït l'any 1886.